# Венгерский демократический форум
Венгерский демократический форум (венг. Magyar Demokrata Fórum — MDF) — правоцентристская христианско-демократическая партия в Венгрии, основанная в 1987 году.
К 1990 у партии было 5 депутатов в парламенте Венгрии. Партия пользовалась значительной популярностью в конце 1980-х — начале 1990-х, в частности, получив 24,7 % голосов и проведя 164 депутата в парламент на парламентских выборах 1990 года. Член партии Йожеф Антал был премьер-министром Венгрии с 23 мая 1990 до своей смерти 12 декабря 1993, после чего его сменил Петер Борош (до 15 июля 1994).
Однако на выборах 1994 года партия потерпела поражение, уступив социалистам и проведя лишь 38 депутатов в парламент. В 1998—2002 годах партия входила в состав правящей коалиции на правах младшего партнёра партии Фидес, постепенно перехватившей электорат ВДФ. На выборах 2006 года партия провела в парламент лишь 11 депутатов.
На выборах в Европарламент 2009 года партия получила 5,31 % голосов и провела 1 депутата — Лайоша Бокроша, который также стал партийным кандидатом на должность премьер-министра на парламентских выборах 2010 года. Между тем, на выборах партия не сумела пройти в национальный парламент. Не сумев выйти из кризиса, ВДФ в 2011 году был трансформирован в Сообщество демократов за благосостояние и свободу (Jólét és Szabadság Demokrata Közösség).